# グラディウスIV -復活-
『グラディウスIV -復活-』（グラディウスフォー ふっかつ、GRADIUS IV）は、1999年2月に稼働したコナミのアーケード用横スクロールシューティングゲーム。
2000年にはPlayStation 2専用ソフトとして『グラディウスIII -伝説から神話へ-』と一緒に『グラディウスIII&IV -復活の神話-』として移植されている（後に廉価版としてKONAMI The Best版、コナミ殿堂セレクション版も発売）。また、2006年にはPlayStation Portable用ソフト『グラディウス ポータブル』にも収録された。

## 概要
一度は完結した『III』以来、グラディウスシリーズの本流としては約10年振りのリリースとなったのが本作であり、副題にある通り、文字通りの「復活」を果たした。従来のグラディウスシリーズより、ビックバイパーの当り判定となる範囲が狭くなっているので、安定プレイよりも自由度の高いゲームとなっている。
グラフィック面では、横スクロールのグラディウスシリーズとしては初のフルポリゴン描画を行っている。ステージ構成は全体的に『グラディウスII -GOFERの野望-』とかなり類似している。これは開発者も認めており「結果としてグラディウスファンに配慮した形になった」と述べている。またモニターへの画像出力が24kHzにも対応したことにより、縦方向の描画の密度が増している。モーフィングのように変化するボスや、上下に波打つ地形のステージなど、新しい試みが取り入れられている。
ゲーム中の一部の場面ではランダム要素の多さからクリアに運が絡んでくることがあり、バグや永久パターンの存在も発覚している。開発者は「簡単なパターンゲームにはしたくない」という意図があったとしている。
またシリーズ通して初めて1000万点の桁が存在せず、999万9900点でカウンターストップ（以下、カンスト）する（コンティニューありの設定であれば、コンティニュー回数がスコアにカウントされるため999万9999点まで可能）。初めてカンストが確認されたのは6番装備だった。
BGMは渡辺篤紀（"Atsuki"名義）が作曲している。またサウンド出力はグラディウスを名乗るAC版では初のステレオ対応となる。
一方、エムツー代表の堀井直樹によると、本作の基板にはPowerPCやVoodooが使われており、（処理落ちを含めて）当時のプレイ環境を完全に再現するには制約があったといい、2025年8月発売予定の『グラディウス オリジン コレクション』への収録は見送ったと述べている。

## ストーリー
人々の記憶からはすでに遠い過去のこと。破壊惑星"バクテリアン"の名は忘れ去られようとしていた。惑星グラディウスは復興し、平和があたりまえの世になった。しかし、悪夢はふたたび訪れた。突如出現した圧倒的戦力の前に、グラディウス防衛軍は降伏寸前となる。そのときグラディウスの空に、1機の白い機体の飛び立つ姿があった。

## ゲーム内容

### パワーアップ
本作でもプレイ開始前に自機の装備をプレイヤーが任意に選択できる「パワーメーターセレクト」があるが、内容は前々作『グラディウスII』のパワーアップを踏襲しており、『II』の装備に新たに2種類付け加えた状態（合計で6種）となっており、シールドも『II』と同じもの2種、選択画面も『II』に準じたものとなっている。画面右上に制限時間が表示されるようになっており、時間切れになると強制的に装備が決定される。制限時間は『II』よりも短い。
一方、前作『III』に存在した「EDIT MODE」は廃止され、また「!」ゲージも廃止され従来通り6つのゲージとなっている。逆に『III』では廃止されていた画面上の敵全滅効果のある青カプセルは復活している。
「装備G○○」の名称は公式サイト上での表記に準じている。
表中で強調されている装備は『II』から追加された装備である。
| 装備タイプ | 装備タイプ | ゲージ         | ゲージ                 | ゲージ     | ゲージ               | ゲージ     | ゲージ         |
| 装備タイプ | 装備タイプ | 1              | 2                      | 3          | 4                    | 5          | 6              |
| 装備タイプ | 装備タイプ | SPEED UP       | MISSILE                | DOUBLE     | LASER                | OPTION     | ?              |
| ---------- | ---------- | -------------- | ---------------------- | ---------- | -------------------- | ---------- | -------------- |
| TYPE-A     | 装備G1     | スピードアップ | ミサイル               | ダブル     | レーザー             | オプション | ？（シールド） |
| TYPE-B     | 装備G2A    | スピードアップ | スプレッドボム         | テイルガン | レーザー             | オプション | ？（シールド） |
| TYPE-C     | 装備G2B    | スピードアップ | フォトントゥーピドゥ   | ダブル     | リップルレーザー     | オプション | ？（シールド） |
| TYPE-D     | 装備G2C    | スピードアップ | 2WAYミサイル           | テイルガン | リップルレーザー     | オプション | ？（シールド） |
| TYPE-E     | 装備G4A    | スピードアップ | ヴァーティカルマイン   | ダブル     | アーマーピアッシング | オプション | ？（シールド） |
| TYPE-F     | 装備G4B    | スピードアップ | フライングトゥーピドゥ | テイルガン | ツインレーザー       | オプション | ？（シールド） |

シールド（?ゲージ）は、以下の2種類から選択する。
| シールドセレクト | ?                  |
| ---------------- | ------------------ |
| TYPE-A           | シールド           |
| TYPE-B           | フォースフィールド |

それぞれの装備タイプの概説は以下のとおり。
- TYPE-A（装備G1）

初代『グラディウス』、『II』『III』の1番装備である。シリーズ初期からある伝統の装備。
- TYPE-B（装備G2A）

『グラディウスII』の2番装備である。
- TYPE-C（装備G2B）

『グラディウスII』の3番装備である。
- TYPE-D（装備G2C）

『グラディウスII』の4番装備である。
- TYPE-E（装備G4A）

本作オリジナル装備その1。本作初登場のヴァーティカルマインとアーマーピアッシングを搭載。
- TYPE-F（装備G4B）

本作オリジナル装備その2。ツインレーザーは『III』で初登場しているため、新装備はフライングトゥーピドゥのみ。
『II』と共通の装備である1番から4番までの装備については性能がやや変更されており、概して弱体化傾向にある。特に3,4番装備の「リップルレーザー」は、以前の作品まではリップルの中心付近以外はある程度地形を貫通したのだが、本作のリップルレーザーはほぼリップル全体に地形との接触判定があり、地形に近付き過ぎると前方へのリーチが著しく下がる。2番装備のスプレッドボムは『II』『III』で最強の破壊力を誇った装備だが、本作では爆風の縮小・爆破中は次弾が発射できず攻撃力が他ミサイルより劣るなど辛い装備となった。

#### 追加された装備
本作のベースである『II』から追加された装備について解説する。
ヴァーティカルマイン
敵に当たるか射出してからしばらくすると縦に爆発を起こし、極めて高い威力を誇る。手榴弾のような武器で、自機の移動方向に合わせて射出方向をコントロール可能。地形に当たっても爆発せず、常に重力に従って下方向へ落ちていく。
フライングトゥーピドゥ
自機の上下にミサイルを射出。その後地形に接触したりミサイルボタンを離したりすると前方に飛んでいく。
アーマーピアッシング
美しい尾を引く、あらゆる敵を貫通する弾を発射。いわゆる徹甲弾。レーザーのようにワインダーを掛けることはできない。見た目に反して尾の部分には判定がなく、またその尾まで消えないと次の弾を撃てないことから弾切れを起こしやすい。
名前には表記の揺れがあり、例えばPS2版では「アーマーピアシング」と書かれている。本項目ではアーケード版のインストラクションカードおよび公式ガイドに合わせた記述としている。
ツインレーザー
唯一『III』で初登場している。2連の短いレーザーを射出。2本のレーザーはそれぞれ独立しており、片方が地形などに消されてももう片方は無傷で飛んでいく。貫通力はない。

### ステージ構成
1面の長さは『II』とほぼ同じくらいとなっている。
| ステージ | ステージ             | 概要 | ボス                                                                                     | 使用曲                                              |
| -------- | -------------------- | --- | ---------------------------------------------------------------------------------------- | --------------------------------------------------- |
| 1        | 流体金属ステージ     | 『II』の人工太陽ステージに良く似たステージで、流体金属の塊からドラゴンが出現する。流体金属自身も形を変形させてプレイヤーの方向に体当たりしようとしてくる。ボスはどの色の首に一番ダメージを与えたかによって、第2形態が変化。 | ヨロガトン・キメラ                                                                       | - APOLLON - HYDRA - TITANS                          |
| 2        | 植物ステージ         | ツタを伸ばした植物が多数配置されていて、ツタを打つとツタを振り回したり丸めたりして弱点の根元を守ろうとする。終盤は地中から芽が生えてきて、ビックバイパーに向かって破壊可能な胞子を沢山ばら撒く。ボスは腕を上下からビックバイパーに向けて伸ばしてくる。 | デンドロディウム                                                                         | - FEITON - DEMETER - TITANS                         |
| 3        | バブルステージ       | 『III』に引き続いてバブルステージの登場。『III』はある程度パターン化が可能であったが、本作ではバブルの出現がランダムな箇所があるために、結晶体の反射も相まって難易度は高い。ボスは『III』と同じくバブルを多数発生させる。 | バブルコア                                                                               | - APOLLON - OCEANUS - TITANS                        |
| 4        | マグマステージ       | 前半は火山地帯。後半は溶岩地帯の中を進む。前半の火山地帯は今までと同様に砲台とダッカー、ハッチの集合。最後に火山の噴火が待ち受ける。後半の溶岩地帯は溶岩が大きく曲がりくねる上に、上下の地形が別々に動く。ボスは弱点部分が小さく、レーザーを多数発射してくる。 | ギラードル                                                                               | - FEITON - CRONOS - HADES - TITANS                  |
| 5        | モアイステージ       | 縦の壁に配置されたモアイも存在する。破壊した時残骸が崩れ落ちるが当たり判定は残っている。復活するモアイも存在し（復活だけのバージョンと振り向きも行うバージョン）、イオンリングの数も多く難易度が高い。ボスは6体のモアイが様々なフォーメーションを組みながら、イオンリングやレーザーで攻めてくる。                                                                                            | アー＆ムー                                                                               | - APOLLON - URANUS - TITANS                         |
| 6        | 細胞ステージ         | 全体的な難易度の高さとバグが特徴。前半はアメーバーが破壊した管の部分から続々と出てくる。中盤は破壊できない触手がうごめく。後半は初代の5面に出て来た触手の強化版が上下から出現する。復活する細胞壁を切り崩して進むとボスが出現。 | ベリアール                                                                               | - FEITON - HERA - TITANS                            |
| 7        | 高速ステージ         | 数多くの仕掛けがあり、ルートの選択が今まで以上に重要になってくる。仕掛けだけでなく、ザコも後ろから迫ってくる。 | ローリングコア                                                                           | - APOLLON - DUPON - TITANS                          |
| 8        | ボスラッシュステージ | 『II』と同じくザブラッシュでスタートする。『II』とは違って、途中でミスしても、復活時はザブラッシュの後、ミスしたボスから再スタート。 | - バニシングコア - ビッグコアMk-III改 - カバードテトラン - バーサクコア - プラネットコア | - BOSS BGM1 - BOSS BGM2 - TITANS                    |
| 9        | 最終要塞ステージ     | 前半は要塞内部、入り口を破壊して内部に侵入。中盤に中間基地・ブラッディーゲートを挟んで、後半は振り子地帯・クラブMk-II地帯で、最終ボス・ゴーファーのもとに辿り着く。途中で要塞が回転して、縦スクロールに移行するシーンあり。ブラッディゲート、クラブMk-IIといった中ボスをクリアし、ゴーファーにたどり着く。なお、このステージではコンティニュー不可だが、難易度が低い場合はその限りではない。 | - ブラッディーゲート - クラブII - ゴーファー                                             | - FEITON - PROMETHEUS - TITANS - ATHENA - BOSS BGM2 |

### 難易度
本作の難易度はシリーズの中でも高い。
グラディウスシリーズ伝統のミスからの復活パターンは、1度ミスしても一気にランクは下がるわけではないので、2ミス、3ミスしてやっと復活していけるようになる。
なお、難度ランクに関係するのはビックバイパーの装備状況、シールド、フォースフィールドを付けた回数、ミサイルの装備が挙げられる。

## 他機種版
| No. | 発売日        | 対応機種             | タイトル                                                   | 開発元                   | 発売元 | メディア | 型式                  | 価格            | 売上本数 | 備考 |
| --- | ------------- | -------------------- | ---------------------------------------------------------- | ------------------------ | ------ | -------- | --------------------- | --------------- | -------- | --- |
| 1   | 2000年4月13日 | PlayStation 2        | グラディウスIII&IV -復活の神話-                            | KCET                     | コナミ | CD-ROM   | VW003-J2 (SLPM 62063) | オープン価格    | -        | 『グラディウスIII -伝説から神話へ-』とのカップリング                                                                        |
| 2   | 2004年9月2日  | PlayStation 2        | グラディウスIII&IV -復活の神話- （コナミ殿堂セレクション） | KCET                     | コナミ | CD-ROM   | VW003-J4 (SLPM 62530) | 1,890円（税込） | -        | 廉価版 |
| 3   | 2006年2月9日  | PlayStation Portable | グラディウス ポータブル                                    | Konami Software Shanghai | コナミ | UMD      | VP-013J1              | 4,980円（税別） | -        | 『グラディウス』 『グラディウスII -GOFERの野望-』 『グラディウスIII -伝説から神話へ-』 『グラディウス外伝』とのカップリング |
| 4   | 2007年1月25日 | PlayStation Portable | グラディウス ポータブル コナミ・ザ・ベスト                 | Konami Software Shanghai | コナミ | UMD      | VP-013J2              | 2,940円（税込） | -        | 廉価版 |

## スタッフ

### アーケード版
- プロデューサー：町口浩康
- メイン・プログラマー：KEN MIDORIKAWA
- ゲーム・プログラマー：YASUYUKI NAGATOMO、新浜直樹、TAKESHI ASAKI、KEN INAGAKI
- キャラクター・デザイン：養老乃介、DAISUKE CHIBA、AYUMU HASEGAWA、NAOKI MORITA、芦田裕行、HIROMICHI IWASHITA
- ミュージック・コンポーザー：上高治己、渡辺篤紀
- サウンド・エフェクト：YOSHIHIKO KOEZUKA
- ハードウェア・プロデューサー：M.OKADA
- DSPプログラマー：NWK
- ソフトウェア・ツール・サポート：KAMI
- ハードウェア・システム・デザイン・H.KONISHI
- ハードウェア・デザイン：T.KOBAYASHI、H.YAMASHITA
- ドキュメント・デザイン：HIDEAKI MINODA
- プロダクト・デザイン：MASAAKI UEMATSU、KENJI FUJINAKA
- メカニカル・エンジニア：YUJI TAMURA、YOSHINOBU KITAMI
- ディレクター：芦田裕行

### PlayStation 2版
- ディレクター：高木章成
- プログラマー：-CURRY THE KID- SHUTARO、高木章成、H.SATO ・AKI2・、ZUKA
- デザイナー：金武康悟、NORIAKI YAMAMOTO
- テクニカル・サポート：H."DELUXE"UEDA (TEAM-KT)、IKEDA KEIICHI (TEAM-KT)
- サウンド・プログラム：AKT
- ムービー・BGM：AOULIA
- オープニング・ムービー・スタッフ
  - プロデューサー：MASAHIRO INOUE
  - ディレクター：辻本厚至
  - CGIワークス：TAKASHI MARUYAMA、YOSHINORI SEKINE、TOSHIFUMI WADA、MASAKI HIGASHIMOTO
- デジタル・テクニシャン：今泉健一郎
- テクニカル・サポート：SUGWARA KAZUAKI
- プロダクト・デザイン：SHIG・0、D.NAKAYAMA
- スーパーバイザー：北尾剛三
- プロデューサー：石塚通弘